# Liste der denkmalgeschützten Objekte in Winden am See
Die Liste der denkmalgeschützten Objekte in Winden am See enthält die 15 denkmalgeschützten, unbeweglichen Objekte der Gemeinde Winden am See im Burgenland (Bezirk Neusiedl am See).

## Denkmäler
| Foto |                 | Denkmal | Standort                                         | Beschreibung | Metadaten |
| ---- | --------------- | --- | ------------------------------------------------ | --- | --- |
| ja   | Datei hochladen | Anlage Lehmgruberkeller HERIS-ID: 245607seit 2023                                                              | nordöstlich Bruckerstraße 44 Standort KG: Winden | | BDA-Hist.: Q119231280 Status: Bescheid Stand der BDA-Liste: 2025-06-30 Name: Winden am See - Anlage Lehmgruberkeller GstNr.: 1723, 1730/1, 1719, 1727, 1728, 1729, 1724, 1718                                                                                              |
| ja   | Datei hochladen | Herz-Jesu-Kapelle HERIS-ID: 10087 Objekt-ID: 6139                                                              | Eisenstädter Straße Standort KG: Winden          | Eine Nischenkapelle an der Straße nach Breitenbrunn mit einem Steinkreuz im Giebel. Steinkreuz datiert mit 1748 und 1830. | BDA-Hist.: Q38057129 Status: Bescheid Stand der BDA-Liste: 2025-06-30 Name: Herz-Jesu-Kapelle GstNr.: 340/2 |
| ja   | Datei hochladen | Ölbergrelief HERIS-ID: 10094 Objekt-ID: 6146                                                                   | am Friedhof Standort KG: Winden                  | Das Ölbergrelief stammt möglicherweise von der alten Pfarrkirche. Es handelt sich hierbei um ein spätgotisches Steinrelief vom Ende des 16. Jahrhunderts. Es hängt bei der Seitenstiege (dem Zugang von der Bahnstraße).                                                        | BDA-Hist.: Q38057300 Status: Bescheid Stand der BDA-Liste: 2025-06-30 Name: Ölbergrelief GstNr.: 81 |
| ja   | Datei hochladen | Mariae-Krönungs-Säule (Dreifaltigkeitssäule) HERIS-ID: 10088 Objekt-ID: 6140                                   | gegenüber Hauptstraße 12 Standort KG: Winden     | Die Maria-Krönungs-Säule am Hauptplatz ist mit 1865 datiert. | BDA-Hist.: Q38057142 Status: § 2a Stand der BDA-Liste: 2025-06-30 Name: Mariae-Krönungs-Säule (Dreifaltigkeitssäule) GstNr.: 68/2 |
| ja   | Datei hochladen | Pestkreuz/Christussäule HERIS-ID: 10089 Objekt-ID: 6141                                                        | Hauptstraße Standort KG: Winden                  | Eine quadratische Säule aus dem Jahr 1646 an der Hauptstraße | BDA-Hist.: Q38057174 Status: § 2a Stand der BDA-Liste: 2025-06-30 Name: Pestkreuz/Christussäule GstNr.: 123 |
| ja   | Datei hochladen | Pfarrhof HERIS-ID: 10084 Objekt-ID: 6136                                                                       | Hauptstraße 26 Standort KG: Winden               | Der heutige Pfarrhof wurde zwischen 1683 und 1694 errichtet. Es ist ein, von der Straße weit abgesetzter, traufständiger Bau mit zwei Geschoßen. Die Fassade ist relativ schlicht gehalten.                                                                                     | BDA-Hist.: Q38057059 Status: § 2a Stand der BDA-Liste: 2025-06-30 Name: Pfarrhof GstNr.: 20 |
| ja   | Datei hochladen | Johann-Nepomuk-Kapelle HERIS-ID: 10085 Objekt-ID: 6137                                                         | Hauptstraße 26 Standort KG: Winden               | Eine Kapelle mit einem Dachreiter nächst dem Pfarrhof aus dem Jahr 1772. | BDA-Hist.: Q38057093 Status: § 2a Stand der BDA-Liste: 2025-06-30 Name: Johann-Nepomuk-Kapelle GstNr.: 18 |
| ja   | Datei hochladen | Ehem. Weinhauerhof HERIS-ID: 10095 Objekt-ID: 6148seit 2017                                                    | Hauptstraße 34 Standort KG: Winden               | | BDA-Hist.: Q38057363 Status: Bescheid Stand der BDA-Liste: 2025-06-30 Name: Ehem. Weinhauerhof GstNr.: 27 |
| ja   | Datei hochladen | Sonnenanbeter - Stahlplastik von Wander Bertoni HERIS-ID: 10099 Objekt-ID: 6152                                | am Kirchberg Standort KG: Winden                 | Die Stahlplastik von Wander Bertoni wurde Anfang der 1960er Jahre auf einer Anhöhe errichtet. | BDA-Hist.: Q38057495 Status: Bescheid Stand der BDA-Liste: 2025-06-30 Name: Sonnenanbeter - Stahlplastik von Wander Bertoni GstNr.: 2706/4 |
| ja   | Datei hochladen | Kath. Pfarrkirche hl. Florian HERIS-ID: 10083 Objekt-ID: 6135                                                  | bei Kirchengasse 16 Standort KG: Winden          | Ein Barockbau von Elias Hügel aus dem Jahr 1725. | BDA-Hist.: Q26213108 Status: § 2a Stand der BDA-Liste: 2025-06-30 Name: Kath. Pfarrkirche hl. Florian GstNr.: 80 Pfarrkirche Winden am See |
| ja   | Datei hochladen | Annakapelle HERIS-ID: 10086 Objekt-ID: 6138                                                                    | Kirchengasse Standort KG: Winden                 | Ein kleiner neugotischer Giebelbau aus dem Jahr 1864 mit Steinfigur: Anna unterrichtet Maria. | BDA-Hist.: Q38057114 Status: § 2a Stand der BDA-Liste: 2025-06-30 Name: Annakapelle GstNr.: 102 |
| ja   | Datei hochladen | Pestkreuz HERIS-ID: 10090 Objekt-ID: 6142                                                                      | bei Kreuzgasse 15 Standort KG: Winden            | Eine quadratische Säule aus dem Jahr 1679 beim Kellerviertel. | BDA-Hist.: Q38057206 Status: § 2a Stand der BDA-Liste: 2025-06-30 Name: Pestkreuz GstNr.: 93/1 |
| ja   | Datei hochladen | Römische Villa Rustica Flur Rübäcker HERIS-ID: 112323 Objekt-ID: 130465seit 2014                               | Rübäcker Standort KG: Winden                     | Am Flur der Gritschmühle befand sich eine römische Villa rustica, bei der die älteste Weinpresse im heutigen Österreich gefunden wurde. Heute befindet sich dort ein Freilichtmuseum, in dem Objekte von Wander Bertoni ausgestellt sind, der in der Gritschmühle ansässig war. | BDA-Hist.: Q37830459 Status: Bescheid Stand der BDA-Liste: 2025-06-30 Name: Römische Villa Rustica Flur Rübäcker GstNr.: 1907, 1920/2, 1921/2, 1922/2, 1923/1, 1926, 1927, 1898/1, 1906, 1925, 1902/1, 1905, 1899/1, 1904, 1928, 1903, 1924, 1901/1 Freilichtmuseum Winden |
| ja   | Datei hochladen | Lichtsäule HERIS-ID: 10093 Objekt-ID: 6145                                                                     | vor Rudolf Klafsky-Gasse 4 Standort KG: Winden   | Gotisches Lichthäuschen mit Dachpyramide, Maßwerkfelder am Pfeiler, Mitte 15. Jahrhundert. | BDA-Hist.: Q38057283 Status: § 2a Stand der BDA-Liste: 2025-06-30 Name: Lichtsäule GstNr.: 257/6 |
| ja   | Datei hochladen | Bauernhof, ehem. Gasthof Wolf (ehem. Wirtschaftshof des Stiftes Heiligenkreuz) HERIS-ID: 10097 Objekt-ID: 6150 | Stiftgasse 1 Standort KG: Winden                 | Der ehemalige Wirtschaftshof des Stiftes Heiligenkreuz ist ein Vierseithof aus dem 17. Jahrhundert, bestehend aus einem zweigeschoßigen Wohn- und Geschäftstrakt sowie ebenerdigen Wirtschaftstrakten.                                                                          | BDA-Hist.: Q38057422 Status: Bescheid Stand der BDA-Liste: 2025-06-30 Name: Bauernhof, ehem. Gasthof Wolf (ehem. Wirtschaftshof des Stiftes Heiligenkreuz) GstNr.: 259 |